# 정보 보안 관리
정보 보안 관리(Information security management, ISM) 또는 정보 보호 관리는 조직이 위협과 취약성으로부터 자산의 기밀성, 가용성 및 무결성을 현명하게 보호하기 위해 구현해야 하는 제어 기능을 정의하고 관리한다. ISM의 핵심에는 정보 위험 관리, 즉 조직이 자산 관리 및 보호에서 처리해야 하는 위험을 평가하고 모든 해당 이해관계자에게 위험을 전파하는 프로세스가 포함된다. 이를 위해서는 기밀성, 무결성, 가용성 및 자산 교체의 가치 평가를 포함하여 적절한 자산 식별 및 평가 단계가 필요하다. 정보 보안 관리의 일환으로 조직은 정보 보안에 대한 ISO/IEC 27001, ISO/IEC 27002 및 ISO/IEC 27035 표준에 있는 정보 보안 관리 체계 및 기타 모범 사례를 구현할 수 있다.

## 같이 보기
- 국제공인 정보시스템 보안전문가